# Ларсон, Хелен
Хелен К. Ларсон (англ. Helen K. Larson; род. XX век) — австралийский ихтиолог, специализирующийся на изучении рыб Индо-Тихоокеанского региона.

## Биография
В 1960-х и 1970-х годах училась в Университете Гуама и работала в местной морской лаборатории. Там она обнаружила новый вид рода Eviota (Eviota pellucida) и опубликовала его первое описание в 1976 году в научном журнале Copeia. Получила степень доктора зоологии в Квинслендском университете.
Её семья покинула Гуам, и Хелен Ларсон устроилась ассистентом к ихтиологу Дугласу Ф. Хоузу в Австралийский музей в Сиднее.
С 1981 года она работала в Музее и художественной галерее Северной территории (MAGNT) в Дарвине (Северная территория) в качестве куратора коллекции рыб вплоть до выхода на пенсию в 2009 году.
Она интересуется рыбами Индо-Тихоокеанского региона, особенно подотрядом бычковидные (Gobioidei), включая бычковых, элеотровых и Oxudercinae.
Хелен Ларсон является автором или соавтором более 120 научных работ. Она описала 72 новых вида и 7 новых родов. Входит в редакционный совет журналов Ichthyological Exploration of Freshwaters and aqua, International Journal of Ichthyology.
В её честь среди прочих были названы род Larsonella и вид Idiotropiscis larsonae.